# Crowheart (Wyoming)
Crowheart es un lugar designado por el censo ubicado en el condado de Fremont en el estado estadounidense de Wyoming. En el año 2010 tenía una población de 141 habitantes y una densidad poblacional de 1.74 personas por km².

## Geografía
Crowheart se encuentra ubicado en las coordenadas 43°20′24.12″N 109°13′48.36″O / 43.3400333, -109.2301000. Según la Oficina del Censo, la localidad tiene un área total de 81 km² (31,3 mi²), de la cual 81 km² (31,3 mi²) es tierra y 0 km² (0 mi²) (0.0%) es agua.

### Localidades adyacentes
El siguiente diagrama muestra a las localidades en un radio de 76 kilómetros (47,2 mi) de Crowheart.

## Demografía
En el 2000 la renta per cápita promedia del hogar era de $35.500, y el ingreso promedio para una familia era de $35.750. El ingreso per cápita para la localidad era de $18.434. En 2000 los hombres tenían un ingreso per cápita de $31.111 contra $30.313 para las mujeres. Alrededor del 17.80% de la población estaba bajo el umbral de pobreza nacional.